# Lokomotywa AGH

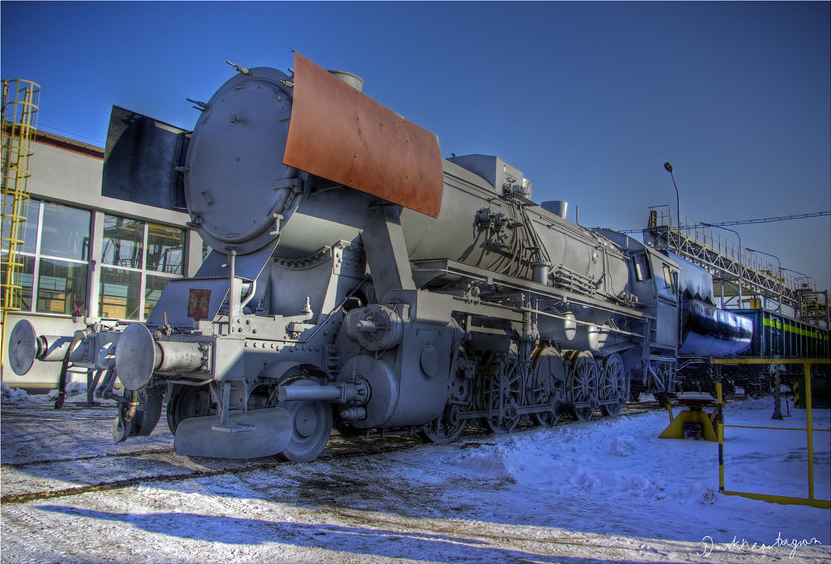
Lokomotywa w trakcie renowacji

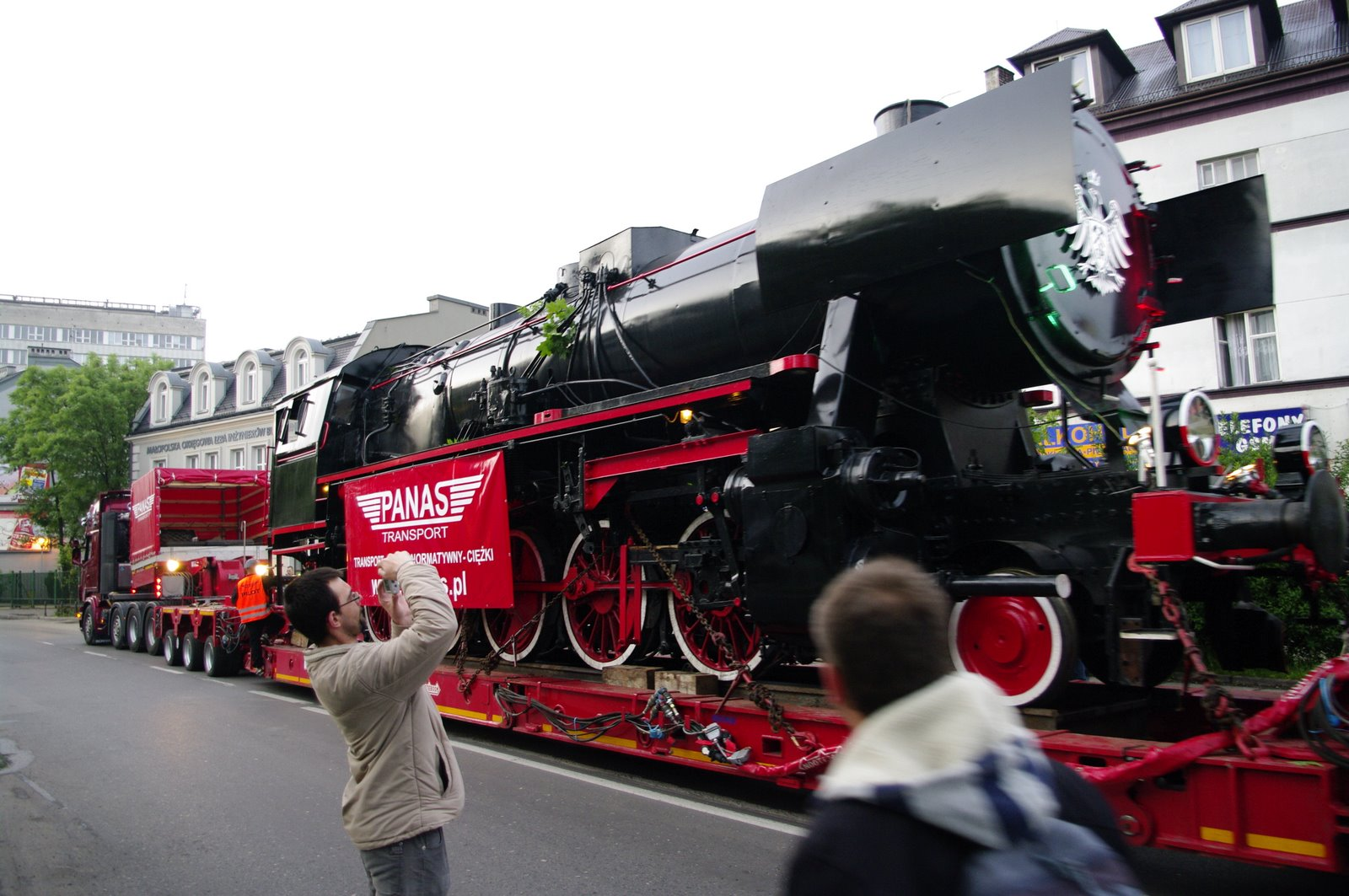
Transport lokomotywy ulicami Krakowa

Lokomotywa AGH (potocznie „Żyleta”) – parowóz towarowy Ty2-559 serii Ty2, umieszczony jako pomnik-zabytek techniki przed budynkiem Wydziału Inżynierii Metali i Informatyki Przemysłowej (pawilon B-5) Akademii Górniczo-Hutniczej w Krakowie. Waży 115 ton i ma długość 23 metry.

## Historia
Parowóz został zbudowany w 1943 roku w fabryce maszyn i lokomotyw F. Schichau GmbH, w Elblągu. W 1945 przeszedł w posiadanie Polskich Kolei Państwowych. Kolejno znajdował się w taborze w Olsztynie, Korszach, ponownie w Olsztynie, Oświęcimiu, Gdyni-Grabówku, Kościerzynie, ponownie w Gdyni-Grabówku i w końcu w Chojnicach, gdzie trafił 21 grudnia 1966 roku. Po zakończeniu eksploatacji pod koniec lat 70. lokomotywa rdzewiała na bocznicy w Chojnicach. Przed zezłomowaniem uratowała ją inicjatywa krakowskich studentów.
Pomysł na sprowadzenie lokomotywy na teren AGH narodził się na początku roku akademickiego 2007/08. Jego autorem był Łukasz Wzorek, wówczas student Wydziału Metali Nieżelaznych AGH. Wraz z Maciejem Królem z Politechniki Krakowskiej przedstawił ideę na zebraniu międzyuczelnianego Studenckiego Koła Naukowego Przedsiębiorców „Firma”. Uzyskali akceptację projektu. Najpierw zwrócili uwagę na przeznaczony na złom zabytkowy parowóz z XIX wieku w Krzeszowicach. Następnie, po wizycie w Tarnowskich Górach, postanowili spróbować sprowadzić do Krakowa lokomotywę typu Ty2. Dzięki współpracy z przedstawicielami fundacji „Era Parowozów” oraz właścicielami skansenu kolejowego w Pyskowicach, uzyskali listę lokomotyw przeznaczonych do złomowania. Udali się na Pomorze i po oględzinach wybrali Ty2-559 stojący w Chojnicach. Po powrocie do Krakowa zyskali akceptację dla pomysłu od rektora AGH, prof. Antoniego Tajdusia. Dzięki poparciu oraz pomocy fundacji „Era Parowozów” udało się przekonać PKP Cargo do odstąpienia od pozbycia się parowozów. Kartą przetargową okazała się luka prawna w postaci braku wyceny historycznej eksponatów. Po pół roku wynegocjowano warunki przekazania parowozu: lokomotywę otrzymano za darmo, do tego PKP dołożyło tender oraz wagon z lat 50. Ponadto kolej zrezygnowała z pobrania opłaty za transport parowozu do Krakowa. 30 marca 2008 roku, po dwudniowej podróży, dojechał on na stację Kraków Płaszów.
Następnie należało odrestaurować będący w nie najlepszym stanie technicznym parowóz. Wybrano PTK ZNiUT w Dzierżnie (Pyskowice), gdzie przebywał on od września 2008 do maja 2009. 21 maja 2009 odnowiona lokomotywa zawitała na stację Kraków Łobzów. W nocy z 22 maja na 23 maja została przetransportowana ulicami Krakowa do zatoczki na przystanku „Kawiory” (wymagało to m.in. podnoszenia tramwajowych przewodów trakcyjnych), gdzie przeczekała cały dzień. Kolejnej nocy, 24 maja dowieziono ją na skwer przed pawilonem B-5. Oficjalne przekazanie parowozu społeczności akademickiej odbyło się 30 maja o godzinie 11. Uroczystość zbiegła się z obchodami 90-lecia AGH.